# Dennis Lander

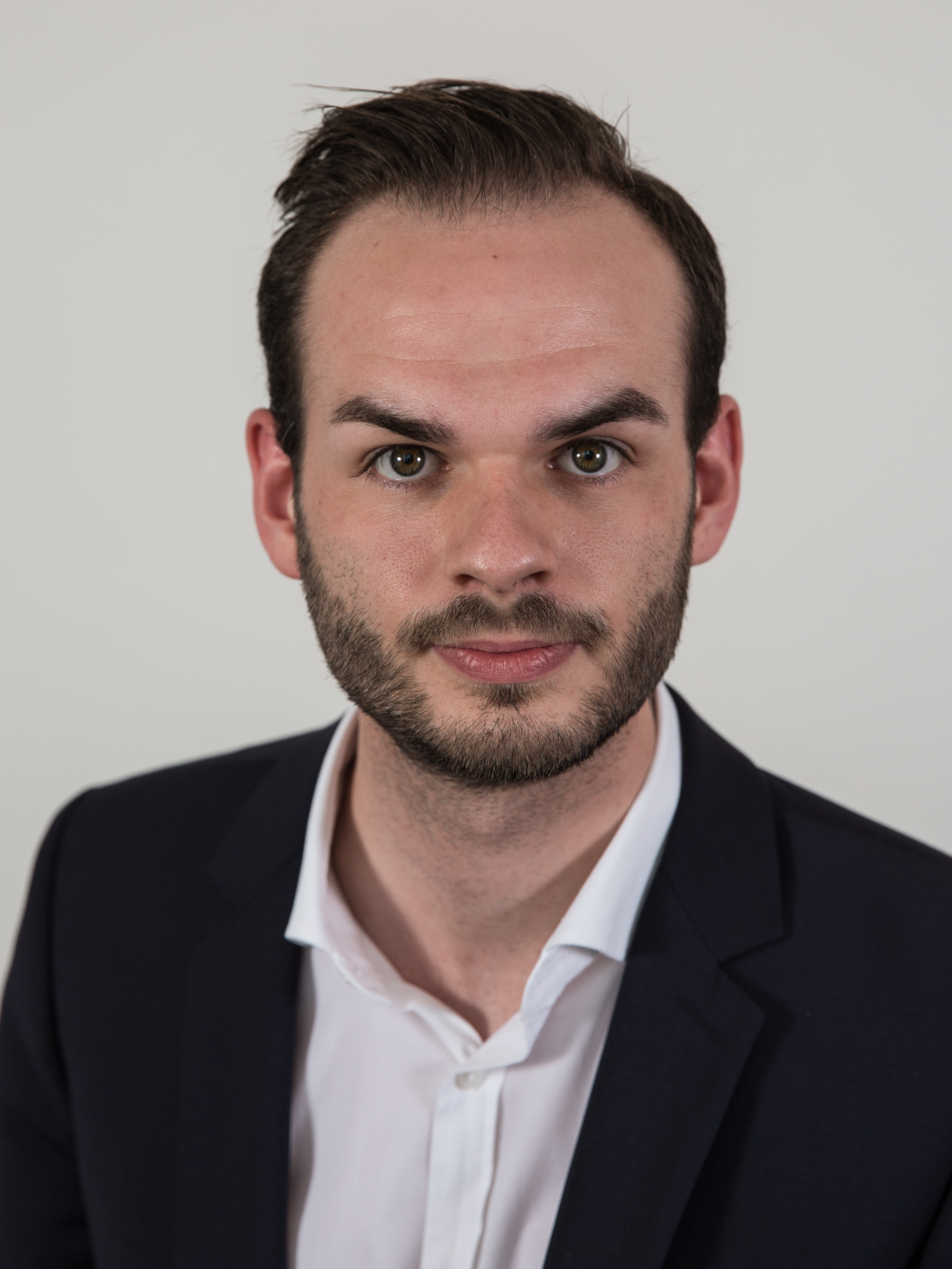
Dennis Lander (2017)

Dennis Marc Lander (* 7. Juli 1993 in Saarbrücken) ist ein deutscher Politiker der Partei Die Linke. Von 2017 bis 2022 war er Abgeordneter im Landtag des Saarlandes.

## Leben
Dennis Lander ist wohnhaft in Saarbrücken. Er besuchte das Christian von Mannlich-Gymnasium in Homburg. Nach dem Erlangen der Hochschulreife arbeitete Lander als hilfwissenschaftlicher Mitarbeiter bei der Rechtsmedizin am Saarbrücker Winterbergklinikum. Bei der Landtagswahl im Saarland 2017 wurde der damals 23-Jährige als jüngster Abgeordneter in den Landtag des Saarlandes gewählt. Seit 2017 ist Lander in der Linksfraktion im Landtag Sprecher für Innen- und Rechtspolitik, Jugendpolitik, Drogenpolitik und Obmann im Untersuchungsausschuss „Umgang mit Hinweisen auf Verdachtsfälle von Kindesmissbrauch am Universitätsklinikum des Saarlandes seit Oktober 2003“, dessen stellvertretender Vorsitzender er ist. Er setzt sich ein für den Kampf gegen Faschismus und Rassismus, für Grund- und Bürgerrechte, Wirtschaftsdemokratie und eine Politik, die nicht käuflich ist. Unter anderem fordert er die Legalisierung von Cannabis und die Einführung von Wirtschaftsdemokratie. Bei der Landtagswahl 2022 trat er nicht mehr an.
In der Partei Die Linke war Lander Mitglied des Kreisvorstandes Saarbrückens und des Ortsvorstandes St. Johann. Inzwischen ist er Mitglied des Sprecher*innenrates des Ortsverbandes Saarbrücken-Malstatt sowie Mitglied des Landessprecherrates der Jugendorganisation linksjugend ['solid]. Weiterhin ist er Sprecher der Landesarbeitsgemeinschaft Drogenpolitik.
Er war im Landtag Mitglied folgender Ausschüsse:
- Ausschuss für Inneres und Sport
- Ausschuss für Soziales, Gesundheit, Frauen und Familie
- Ausschuss für Justiz, Verfassungs- und Rechtsfragen sowie Wahlprüfung
- Ausschuss für Europa und Fragen des Interregionalen Parlamentarierrates
- Unterausschuss für Datenschutz und Informationsfreiheit[3]
- Umgang mit Hinweisen auf Verdachtsfälle von Kindesmissbrauch am Universitätsklinikum des Saarlandes seit Oktober 2003

## Gesellschaftliche Funktionen
- Mitglied im Landessprecherrat der Linksjugend linksjugend ['solid] saar
- Sprecher der Landesarbeitsgemeinschaft Drogenpolitik in der Partei Die Linke
- Mitglied von Opfer-Ambulanz e.V. und Amnesty International
- Fördermitglied der Peter-Imandt-Gesellschaft und der Rosa-Luxemburg-Gesellschaft